# Squall tower
Squall tower je koncept mrakodrapu od studia Hayri Atak Architectural Design Studio. Mrakodrap má stát ve městě Dubaj. Bude se otáčet kolem vlastní osy. Jeho tvar je inspirovaný větrnými elektrárnami. Podle autorů se otočí jednou za 48 hodin. Měl by vytvářet elektrickou energii z větru, ale otáčet se bude i za bezvětří. Vzhledem k tom, že jde o koncept, nejsou mnohé informace zcela vyjasněné.

## Architektura
Mrakodrap se skládá ze tří listů, ve kterých se nacházejí interiéry.Tyto tři listy jsou propojeny se středovým válcem, kterým jsou vedeny všechny rozvody a technické zařízení. Celá budova je prosklená. Mrakodrap by měl být multifunkční, proto zatím není jisté, co bude hlavním účelem mrakodrapu. Celý mrakodrap stojí na základové platformě, která slouží k propojení se zbytkem města.

## Využití
Podle tvůrců mrakodrapu bude využití záležet na budoucím majiteli. V mrakodrapu se však bude nacházet restaurace, byty a kanceláře. Na vrcholu budovy se bude nacházet helipad. Mrakodrap bude sloužit i k turistickým účelům.

## Design
Mrakodrap byl vytvořen tak, aby doplňoval panorama Dubaje, ale zároveň byl optimální právě pro výrobu elektrické energie z větru. Důležitý bod byl, aby se mrakodrap mohl otáčet.

## Název
Název mrakodrapu je odvozen od anglického squall, což v překladu znamená poryv nebo nápor větru. Tento název souvisí s jedním z účelů stavby - vytvářením elektrické energie.